# 静力学
静力学（せいりきがく、英語：statics）とは、静的状態にある、即ち時間によって系の要素の相対的な位置が変化しない状態に働く力やトルクについて研究する、応用物理学の一分野である。動力学の対語で、静学 (せいがく)ともいう。静的状態では、物体は止まっているか、重心に向かって等速度運動している。運動の第2法則によると、この状況は系の全ての物体にかかる力とトルクの総和が0であることを意味する。つまり働いている全ての力には同じ大きさで逆向きの力がある。

## 力学
静力学は、建築学や構造力学での構造の分析の道具として用いられる。材料強度学は、静力学に大きく関係する力学の一分野である。

## 流体静力学
流体静力学は静止した流体について研究する学問である。静止した流体の特徴は、ある点にかかる力が全ての方向に分散することである。もし力が等しくかからなければ、流体は力の方向に移動する。この概念はフランスの数学者で哲学者のブレーズ・パスカルによって1647年に初めて公式化され、パスカルの原理として知られるようになった。この原理は水理学の基礎となっている。ガリレオ・ガリレイも水理学の発展に大きく貢献した一人である。

## 経済学
経済学では、「静的」分析とは物理学におけるのと同じ意味で用いられる。1947年にポール・サミュエルソンのFoundations of Economic Analysisが発表されて以来、比較静学、つまりある静的状態と別の静的状態を比べる手法が注目を集めてきた。
経済静学では、同時点に成立する均衡状態における経済変数の関係を、各変数の値と時間との関係を捨象して分析する。これに対して、経済動学は、均衡状態にいたる過程での時間的変化を伴う経済変数の関係を分析する。